# Batalla de Sagrajas
La batalla de Sagrajas o Zalaca (en árabe: الزلاقة‎) se libró en Sagrajas, en las proximidades de Badajoz (España), el 23 de octubre de 1086, entre las tropas cristianas de Alfonso VI de León, apoyadas por las de Sancho Ramírez de Aragón y las almorávides de Yúsuf ibn Tasufín, con la derrota de las primeras.

## Antecedentes
Un año antes, Alfonso VI había tomado Toledo, lo que alarmó a los reyes de algunas taifas de la península ibérica, quienes solicitaron la ayuda militar de Yúsuf ibn Tasufín. Desembarcó en Algeciras al mando de un ejército de musulmanes (los almorávides) con el que se dirigió hacia el norte. El monarca leonés, apoyado por el rey Sancho Ramírez de Aragón, salió a su encuentro, que tuvo lugar en Sagrajas, cerca de Badajoz. Tras un primer empuje de las fuerzas leonesas y castellanas mandadas por Álvar Fáñez, los senegaleses de Yúsuf acabaron con el ejército cristiano. Alfonso VI salvó la vida con la huida.
La historiografía moderna considera exageradas cifras de 60 000 combatientes para esta época. Las estimaciones de Bernard F. Reilly hablan de un ejército cristiano compuesto por 2500 hombres aproximadamente, de los que 750 corresponderían a la caballería pesada (las tropas de élite de los reinos cristianos, compuestas por nobles y acaudilladas por grandes magnates), otros 750 jinetes de caballería ligera y unos mil infantes de toda condición. Por su parte, el ejército de Yúsuf contaría con unos 7500 soldados, la mayoría de infantería y caballería ligera. A la exagerada cifra de bajas contribuye la denominación del campo de batalla, que se denominó az-Zallaqah (en español, "suelo resbaladizo") por la gran cantidad de sangre derramada ese día.
Yúsuf ibn Tasufín cruzó Andalucía con su ejército y marchó al norte de al-Ándalus hasta llegar a az-Zallaqah. Los dos líderes intercambiaron mensajes antes de la batalla: Yúsuf ibn Tasufín ofreció tres posibilidades al enemigo: convertirse al Islam, pagar tributo (ŷiziyah) o luchar. Alfonso VI decidió luchar contra los almorávides.

## Desarrollo
La batalla comenzó al amanecer de un viernes, con el ataque del rey Alfonso. Yúsuf ibn Tasufín dividió su ejército en tres divisiones: la primera la dirigía Abbad III al-Mu'tamid y era la más numerosa; la segunda estaba al mando del mismo Yúsuf y la tercera división eran guerreros negros africanos con espadas indias y largas jabalinas.
La primera división, la dirigida por Abbad III al-Mu'támid, luchó sola contra Alfonso VI hasta entrada la tarde, y después se unieron a ellos Yúsuf ibn Tasufín y su segunda división, para rodear las tropas de Alfonso VI. Las tropas castellano-leonesas comenzaron a perder terreno. Entonces Yúsuf ordenó a la tercera división atacar y terminar la batalla. Según los relatos de la época, las bajas en el ejército de Alfonso fueron considerables, la mitad del ejército según Reilly. Alfonso VI, por su parte, sobrevivió a la batalla, pero fue herido en una pierna.
El rey y la mayoría de los nobles sobrevivieron, si bien algunos cayeron en el combate, incluyendo a los condes Rodrigo Muñoz y Vela Ovéquez. También hubo importantes bajas en el otro bando, especialmente para las huestes al mando de Dawud ibn Aysa, cuyo campo incluso fue saqueado en las primeras horas de la batalla, y por el rey taifa de Badajoz, al-Mutawákkil ibn al-Aftas. El rey taifa de Sevilla, al-Mu'tamid, (padre de Zaida concubina del Alonso VI y por tanto abuelo del heredero Sancho Alfónsez ) fue herido en el primer encuentro, pero mantuvo unidas a las fuerzas de al-Ándalus en los momentos más difíciles de la carga cristiana, dirigida por Álvar Fáñez. Entre los muertos se encontraba un imán de Córdoba muy popular, Abu ul-‘Abbás Áhmad ibn Rumayla. Se dice que Yúsuf por su parte se vio muy afectado por la carnicería.
Yúsuf tuvo que volver prematuramente a África, por la muerte de su heredero, por lo que Alfonso VI no perdió mucho territorio, a pesar de la derrota de su ejército.